# Tramazoline
Tramazoline là một hóa chất được sử dụng dưới dạng tramazoline hydrochloride trong các chế phẩm thuốc thông mũi. Nó là một chất chủ vận thụ thể α-adrenergic ức chế bài tiết chất nhầy mũi.
Thuốc được cấp bằng sáng chế vào năm 1961 và được đưa vào sử dụng y tế vào năm 1962.

## Tên thương hiệu
Châu Úc
- Spray-Tish [3]
- Rhinaspray

Áo
- Rhinorix

Bỉ
- Rhinospray

Bulgaria
- Muconasal Plus

Cộng hòa Séc
- Muconasal Plus

Đức
- Biciron
- Ellatun
- Rhinospray

Ý
- Rinogutt
- Thuốc mũi Fexallegra® (Tramazoline + Clorpheniramine, 1   mg / ml + 3,55   mg / ml)

Rumani
- Muconasal Plus (cũ hơn)
- Muconasal (mới hơn)

Nga
- Adrianol (tramazoline + phenylephrine)
- Lasolvan Rhino

Tây Ban Nha
- Rhinospray

Slovakia
- Muconasal Plus

Ukraine
- Lasorin